# 官田乡 (金沙县)
官田乡，是中华人民共和国贵州省毕节市金沙县一个已撤销的乡级行政区，2013年6月28日，贵州省人民政府批复同意金沙县部分乡镇撤并，撤销官田乡，将其所辖行政区域划归沙土镇。